# Lizzie Hosaeus
Lizzie Charlotte Hosaeus (* 15. November 1910 in Berlin; † 12. Juli 1998 ebenda) war eine deutsche Malerin, Grafikerin, Illustratorin und Keramikerin. Sie lebte und arbeitete in Berlin.

## Leben und Wirken
Lizzie Hosaeus war die Tochter des deutschen Bildhauers und Medailleurs Hermann Hosaeus. In ihrer Geburtsstadt Berlin besuchte sie von 1931 bis 1936 die Vereinigten Staatsschulen für freie und angewandte Kunst, wo Otto Bartning zu ihren Lehrern gehörte. Danach studierte sie Druckgraphik, Typografie und Schriftsatz an der Kunstakademie Düsseldorf.

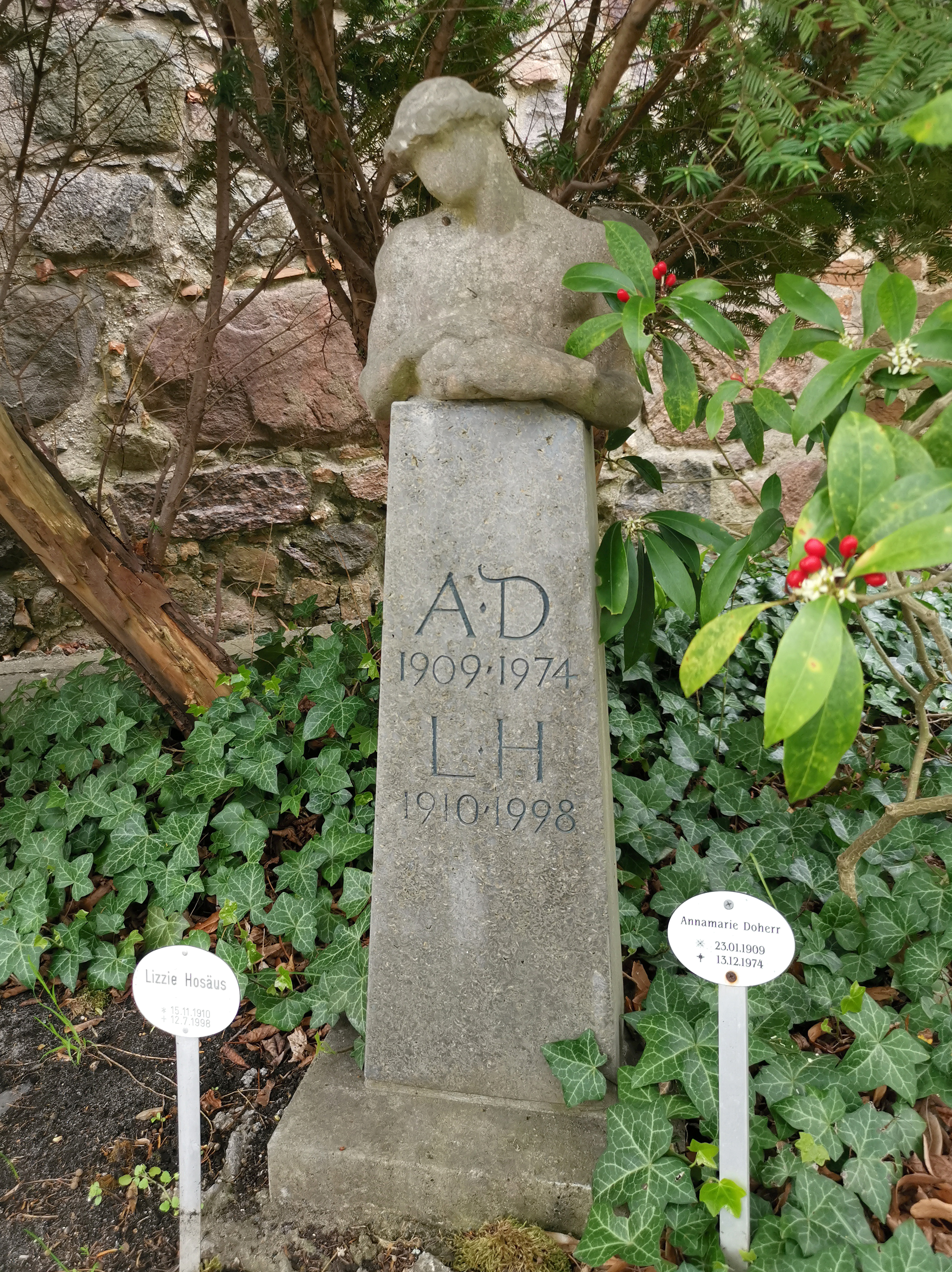
Grab auf dem St.-Annen-Kirchhof in Berlin

Nach Märchenillustrationen und Bucheinbänden in den 1930er und 1940er Jahren fand sie nach dem Zweiten Weltkrieg zur kritischen Grafik, die sie in den Techniken Litho, Handsatz, Holzschnitt, Radierung, Schrift, reine Grafik und als Zeichnung umsetzte. 1952/1953 besuchte sie Kurse von Gerda Rotermund. Stilistisch orientierte sie sich am Expressionismus, später auch am Phantastischen Realismus. Zudem schuf sie bis in ihr Spätwerk hinein prägnante Karikaturen. Als Werbegrafikerin arbeitete sie für die Pelikan-Werke und die Schering AG.
Lizzie Hosaeus war über den Forstrat und Maler Karl Hosaeus Mitglied der Innviertler Künstlergilde und gehörte dem Verein der Berliner Künstlerinnen an, wo sie zeitweilig im Vorstand tätig war. Von 1960 bis 1974 war sie Mitglied des Vorstands der GEDOK. 
Lizzie Hosaeus starb 1998 im Alter von 87 Jahren. Sie ist an der Seite ihrer Lebensgefährtin, der Journalistin Annamarie Doherr, auf dem St.-Annen-Kirchhof in Berlin-Dahlem bestattet (Reihe 32).
Thomas Grimm drehte 1995 über sie den Dokumentarfilm Lizzie Hosaeus. Mein Leben mit dem Zeichenstift.

## Ausstellungen
Einzelausstellungen
- 1956: Rathaus Schöneberg
- 1971: Europäische Akademie Berlin
- 1974: Galerie Busam (mit Katalog)
- 1990: Das Verborgene Museum (Retrospektive, Ausstellung der GEDOK)
- 2010: In memoriam Lizzie Hosaeus, Inselgalerie Berlin[3]

Ausstellungsbeteiligungen
- 1954–1991: Jahres-Ausstellungen des Vereins der Berliner Künstlerinnen 1867 e. V.
- 1965: Intergrafik 65, Neue Berliner Galerie (mit Katalog)

## Werke
- Oase, Holzschnitt, Darstellung eines nachts in eine Decke gehüllten Paares vor Ruinen, vor 1956
- Die Trinker, Zyklus, Kohle und Kreide, 1963
- Mutter, wo bis du?, Grafik, 1970[4]
- Selbstporträt, Bleistift, Karikatur, 1990
- Das Kritikwesen, Filzstift, Karikatur, 1995

Illustrationen
- Oda vom Hau: Seltsame Geschichten von Trollen und Menschen. Berlin 1940
- Grimms Märchen. 1941, Büchergilde Gutenberg
- Richard von Volkmann-Leander: Träumereien an französischen Kaminen. Ausgewählte Märchen. Berlin 1947.
- Birgit Berg: Paare. Zweisamkeit oder Einsamkeit zu zweit? Bovenden 1980
- Birgit Berg: Wiegenlieder zum Wachhalten. Bad Waldsee 1982
- Birgit Berg: Zeitgeschichte, Zeitgesichter. Berlin 1989